# Sølystskolen
Sølystskolen en folkeskole beliggende ved Egå Marina i Egå i Aarhus. Skolen er bygget i 1964. I 2023 var der indmeldt 720 elever på skolen fordelt på 30 klasser og otte specialklasser.
På skolen ligger også en SFO-afdeling samt fritids- og ungdomsklubben Klubben Sølyst.